# Aegyptobia wainsteini
Aegyptobia wainsteini är en spindeldjursart som först beskrevs av Bagdasarian 1962.  Aegyptobia wainsteini ingår i släktet Aegyptobia och familjen Tenuipalpidae. Inga underarter finns listade i Catalogue of Life.